# Neujahrsgebäck
Das Neujahrsgebäck, im älteren Sprachgebrauch auch Neujährchen genannt, ist im deutschsprachigen Raum meist ein aus Weizenmehl bestehendes Hefegebäck, welches traditionell zum Jahreswechsel gebacken wird und regional unterschiedliche Ausprägungen hat. Wegen der verschiedenen Formen gehört das Hefegebäck zu den Gebildbroten. Sie werden als Bäume, Hasen, Hirsche, Schweine, Brezeln oder Zöpfe gebacken. 

## Bedeutung
Die als Glücksbringer geltenden Neujahrsgebäcke in Form von Broten, Kuchen, Törtchen oder Waffeln, sind ein beliebtes Gebäck, das am Neujahrsmorgen verschenkt und vielerorts auch gemeinsam verzehrt wird. In seiner ursprünglichen Bedeutung sollte das Gebäck vor Krankheit, Unglück und Hunger schützen. Zudem symbolisieren zum Beispiel die Brezel und der Kranz Verbundenheit, sie sollen Glück und Gesundheit bringen. 
Ein Teil des übrig gebliebenen Gebäcks wurde an Nutztiere verfüttert, um sie vor Unheil zu bewahren. Es war ebenfalls Brauch, Gebäckreste zu trocknen, zu zerkleinern und mit dem Wunsch einer reichen Ernte mit dem Saatgut auf den Feldern zu verteilen.

## Regionales

### Rheinland/Bergisches Land

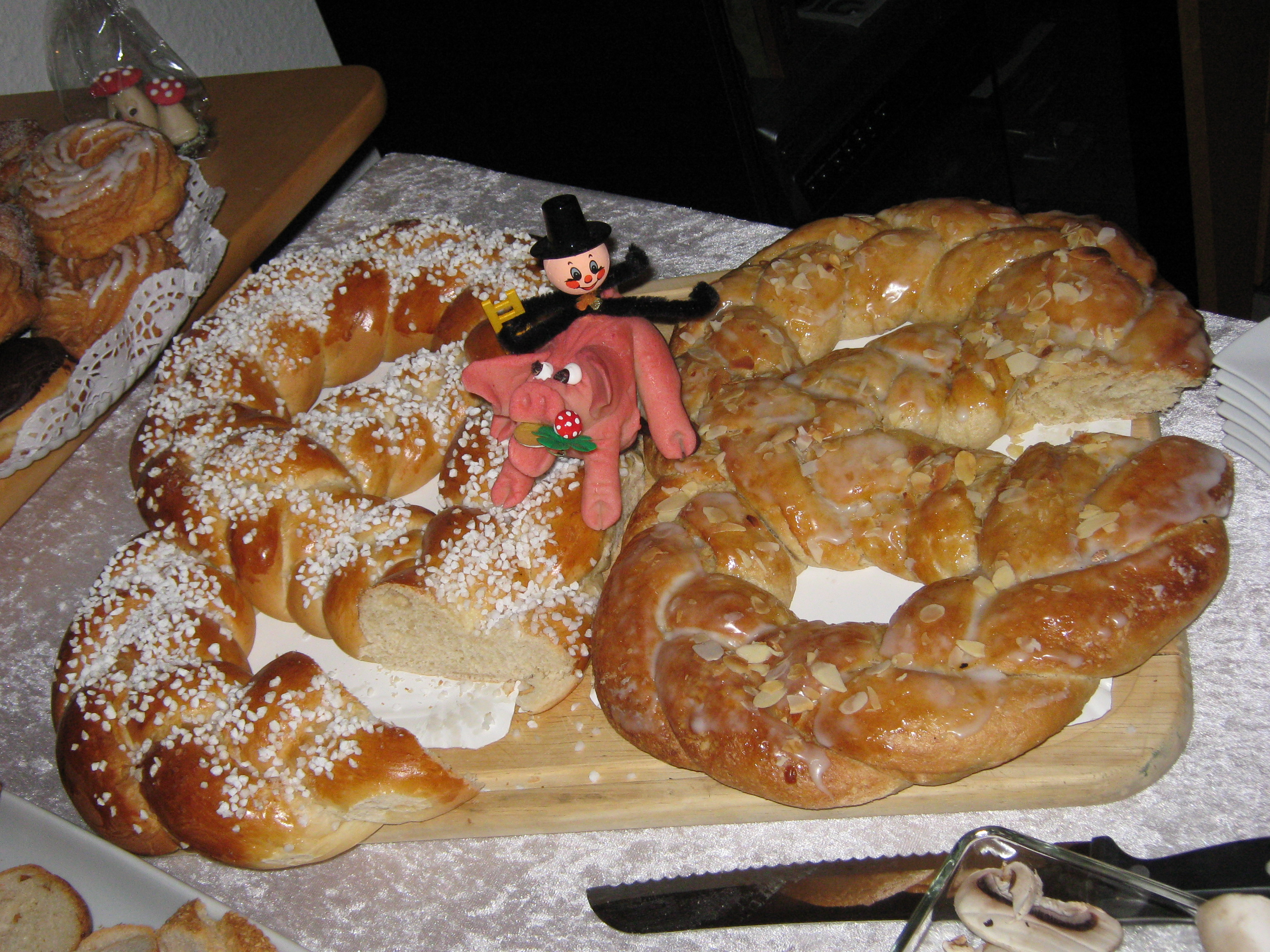
Zwei Neujahrsbrezeln

Im Rheinland, im Bergischen Land und an der Mosel gehört das Beschenken von Familienmitgliedern und Freunden, früher auch der Bediensteten, zur Tradition und lässt sich etwa in Bonn bis ins 15. Jahrhundert zurückverfolgen. Beschenkt wurde in Sach- oder Geldleistungen.
Das Neujahrsgebäck in Form von Kränzen, Kleeblättern oder Tieren war ursprünglich ein Geschenk für Kinder, die dies am Neujahrsmorgen von ihren Paten erhielten. Dieser Brauch wird noch in Winningen gepflegt. Die Jungen erhalten ein Gebildbrot in Form eines Pferdes, die Mädchen einen geflochtenen Kranz. Im 19. Jahrhundert bekamen die Kinder das Backwerk auch beiden so genannten Heischegängen, bei denen sie von Tür zu Tür gingen und ein Gedicht aufsagten.  

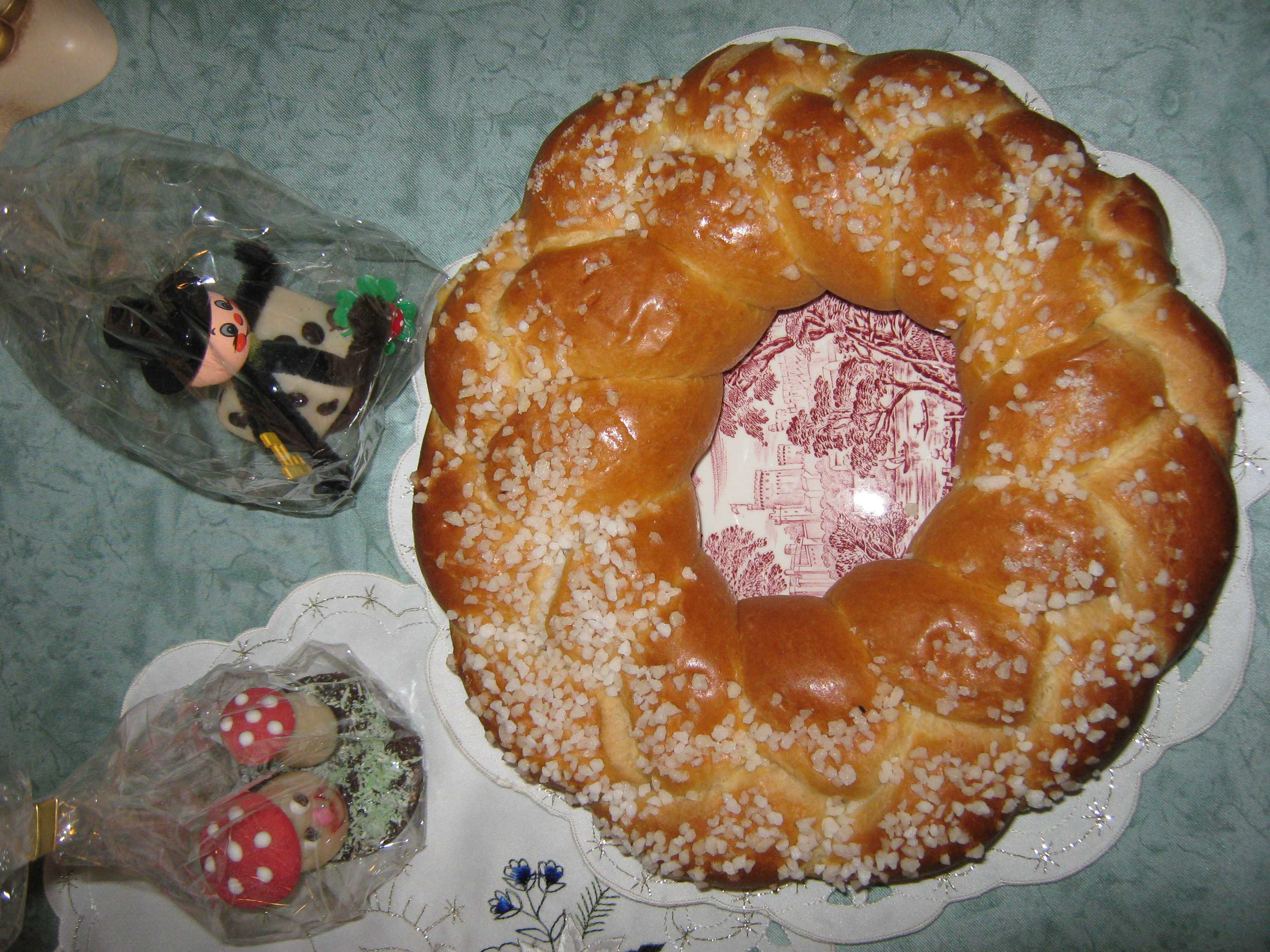
Neujahrskranz

In der Eifel war es im 19. Jahrhundert Brauch, Hefebrote in Form von eingepressten Bildwerken zu verschenken. Am Niederrhein waren Brezel (Wängel) und s-förmige Gebäcke, die Nöijjöarkes, beliebt. Im oberbergischen Land waren mit Möhrensaft hergestellte fladenbrotartige Hafermehlwaffeln ein beliebtes Neujahrsgebäck.
An der Ahr, im Bonner Raum und im oberbergischen Land war es bis in die 1960er Jahre teilweise Brauch junger Männer oder Burschen, am Silvesterabend bis in die frühen Morgenstunden in Wirtshäusern um die Neujährchen Karten zu spielen. Am Niederrhein wurde um das Gebäck gekegelt.

### Nordrhein-Westfalen/Münsterland
Der Neujahrskranz ist ein aus drei unterschiedlichen Teigsträngen geflochtenes Hefegebäck, welches im Münsterland traditionell zum Jahreswechsel gebacken  und an Bekannte und Freunde, die man am Neujahrstag trifft, verschenkt wird. Es soll dem Beschenkten einen guten Start ins neue Jahr geben.

## Andere Gebiete
- In Baden-Württemberg sind Neujährchen Hörnchen aus dünnen Waffeln, Brezeln oder „Neujahrsmännlein“, die ebenfalls zu den Gebildbroten zählen.
- Die ostfriesischen Neejahrskoken werden in einem speziellen Waffeleisen gebacken und noch heiß zu kleinen Rollen geformt.
- Im Rhein-Main-Gebiet, hauptsächlich in Rheinhessen,  gibt es die Neujahrsbopp. In Frankfurt bevorzugt man den Stutzweck.
- In Franken, zumindest in Oberfranken, ist der Jahreswechsel neben der Faschingszeit eine typische Zeit für Krapfen.

## Andere Länder
- In Frankreich ist es üblich, erst am Dreikönigstag (in Frankreich der erste Sonntag nach Neujahr) die  Galette, ein kuchenähnliches Blätterteiggebäck wahlweise mit oder ohne Marzipanfüllung, anzuschneiden.

- Das Basiliusbrot und der Vasilópita (Neujahrskuchen) mit eingebackenen Münzen sind in Griechenland Neujahrsgebäcke.

- In England ist es teilweise Brauch, am Neujahrstag seine Nachbarn zu Kuchen und Wein zu besuchen und dabei dreieckige, mit Hackfleisch gefüllte Törtchen zu verschenken.

- In Schottland wird zu Hogmanay, dem schottischen Neujahrsfest, traditionell der Früchtekuchen Black Bun verzehrt.